# Saint-Brice-en-Coglès
Saint-Brice-en-Coglès is een plaats en voormalige gemeente in het Franse departement Ille-et-Vilaine (regio Bretagne). De plaats maakt deel uit van het arrondissement Fougères-Vitré. Saint-Brice-en-Coglès is op 1 januari 2017 gefuseerd met de gemeente Saint-Étienne-en-Coglès tot de gemeente Maen Roch. 

## Geografie
De oppervlakte van Saint-Brice-en-Coglès bedraagt 16,5 km².
De onderstaande kaart toont de ligging van Saint-Brice-en-Coglès met de belangrijkste infrastructuur en aangrenzende gemeenten.

## Demografie
Onderstaande figuur toont het verloop van het inwonertal, bron: INSEE-tellingen. 